# Qingshui (sockenhuvudort i Kina, Hunan Sheng, lat 28,60, long 109,48)
Qingshui (kinesiska: 清水, 清水乡) är en sockenhuvudort i Kina. Den ligger i provinsen Hunan, i den södra delen av landet, omkring 340 kilometer väster om provinshuvudstaden Changsha. Antalet invånare är 7 566. Befolkningen består av 3 608 kvinnor och 3 958 män. Barn under 15 år utgör 17,0 %, vuxna 15-64 år 71 %, och äldre över 65 år 11,0 %.
Runt Qingshui är det ganska tätbefolkat, med 139 invånare per kvadratkilometer. Närmaste större samhälle är Huayuan, 1,5 km söder om Qingshui. I omgivningarna runt Qingshui växer huvudsakligen savannskog.
Genomsnittlig årsnederbörd är 1 790 millimeter. Den regnigaste månaden är maj, med i genomsnitt 312 mm nederbörd, och den torraste är december, med 28 mm nederbörd.